# Le Souffle de la mort
Pour plus de détails, voir Fiche technique et Distribution.
Le Souffle de la mort (Albino) est un film germano-britannico-sud-africain réalisé par Jürgen Goslar, sorti en 1976. C'est une adaptation cinématographique du roman du policier rhodésien Daniel Carney The Whispering Death.

## Synopsis
Pendant la guerre du Bush de Rhodésie du Sud, l'histoire d'un policier traqué par le Rhodesian SAS et poursuivant lui-même le guérillero albinos qui a violé et tué sa femme.

## Fiche technique
- Titre : Le Souffle de la mort ou La Nuit des Askaris
- Titre original : Albino
- Titre allemand : Der flüsternde Tod
- Titre anglais : The Night of the Askari ou Death in the Sun ou Whispering Death
- Réalisation : Jürgen Goslar
- Scénario : Daniel Carney, Jürgen Goslar, Scot Finch
- Photographie : Wolfgang Treu (en)
- Montage : Karl Aulitzky, Richard C. Meyer
- Musique : Erich Ferstl
- Pays d'origine :  Afrique du Sud,  Allemagne de l'Ouest
- Durée : 97 minutes

## Distribution
- James Faulkner : Terrick
- Christopher Lee : Member-in-Charge (Bill)
- Trevor Howard : Dr. Johannes
- Horst Frank : Whispering Death
- Sybil Danning : Sally
- Sam Williams : Katchemu
- Erik Schumann : Captain Turnbull
- Sascha Hehn : Peter